# Papposaurus
Papposaurus — це вимерлий рід протерогирінідних емболомерів, який мешкав у міссісіпському періоді (ранній карбон) у Шотландії. Він відомий з одного виду, Papposaurus traquiairi, який базується на ізольованій стегновій кістці, виявленій у залізняку біля Лоанхеда. Хоча спочатку їх порівнювали з рептиліями, подальше дослідження виявило більшу подібність до базальних емболомерів, таких як Proterogyrinus і Archeria. З такими обмеженими залишками Papposaurus може бути недійсним родом. Стегнова кістка була переописана в 1986 році Т. Р. Смітсоном, який вважав Papposaurus traquairi nomen vanum, можливо, синонімом Proterogyrinus scheelei.